# 원갑사
무안 원갑사(務安 圓甲寺)는 대한민국 전라남도 무안군 해제면에 있는 사찰이다. 1984년 2월 29일 전라남도의 문화재자료 제85호로 지정되었다.

## 개요
원갑사는 영광 불갑사, 영암 도갑사와 함께 남도의 3갑사라 불린다. 통일신라 때 의상대사가 세웠다고 전하지만 지은 시기를 확실하게 알 수 없다. 다만 1908년 새로 고쳐 세워 오늘에 이른다. 절의 자리도 세 차례 옮겼는데 그에 따라 이름도 강산사 , 당산사 , 원갑사로 바뀌었다.
절 경내에는 법당인 무량전과 요사채가 있다.
무량전은 앞면 3칸·옆면 1칸 규모로, 지붕은 옆면에서 볼 때 사람 인(人)자 모양인 맞배지붕으로 꾸몄다. 보관하고 있는 문화재로 고종 16년(1897)에 만든 탱화 1점이 있다.

## 참고 문헌
- 원갑사 - 국가유산청 국가유산포털